# Cónclave de 1758
El Cónclave de 1758 se celebró en Roma entre el 15 de mayo y el 6 de julio de 1758. Fue convocado tras la muerte del Papa Benedicto XIV, y en él resultó elegido el obispo de Padua, Carlo Rezzonico, quien tomó el nombre de Clemente XIII. Estuvo influenciado por los jesuitas, por lo que se afirma que Clemente XIII era "el papa de los jesuitas".

## Antecedentes

### Muerte del Papa
Tras una larga enfermedad renal, el Papa Benedicto XIV murió el 3 de mayo de 1758. Según indican los registros, sufría de asma y había empezado a mostrar síntomas de flaqueza el 26 de abril de ese año. Entre los síntomas presentó gota y dificultad para la micción. Finalmente falleció el Martes Santo de 1758 a los 88 años.
No se observó el rito de los Novendiales, es decir, no se le guardó luto durante los nueve días que dicta la tradición, puesto que el 7 de mayo se celebraba el Domingo de Pentecostés, que tiene primacía sobre las demás celebraciones o memorias.

### Sede vacante de 1758
Con la muerte del Papa, los Estados Pontificios quedaron bajo la regencia del Camarlengo de la Iglesia, el cardenal Girolamo Colonna di Sciarra, quien ocupaba el cargo desde el 20 de septiembre de 1756.
El Decano del Colegio Cardenalicio era el cardenal Rainiero d'Elci, su secretario era el obispo Leonardo Antonelli de Senigaglia y el gobernador del cónclave fue  el obispo Marcantonio Colonna.

## Desarrollo
Terminados los ritos respectivos se citó a los 55 cardenales electores al cónclave, que se inició el lunes 15 de mayo, y al que se presentaron solamente 27. Eso hizo imposible que hubiese una decisión, ya que faltaba más de la mitad necesaria para tomar una decisión.
Luego, el 29 de mayo, se les incorporaron 4 de los 5 cardenales que estaban en Roma en esos días que no habían participado en la inauguración. Todos estaban enfermos para cuando se inició la votación, pero el cardenal Mesmer, de 85 años jamás se recuperó y no participó en la elección. Ese día también se adhirió el representante del Sacro Imperio, el cardenal von Rodt-Busmanshausen, de 52 años.
La partida definitiva del cardenal de Bardi el 24 de mayo llevó a un número total de 44 cardenales. 

### Escrutinios
El martes 16 de mayo la primera votación dio como favorito al camarlengo d'Elci, con un total de 11 votos. 
El lunes 19 de junio el cardenal Cavalchini recibió 21 votos. Sin embargo Cavalchini fue vetado por el rey Luis XV, ya que presuntamente era favorable a los jesuitas y promovería la canonización del cardenal Roberto Belarmino. 

#### El repunte de Rezzonico
Con Cavalchini vetado, el embajador imperial von Rodt y sus allegados pusieron sobre la mesa el nombre de un nuevo candidatoː el obispo de Padua Carlo Rezzonico. Gracias a esto la votación se inclinó a su favor.
Rezzonico recibió 22 votos el martes 4 de julio. El jueves 6 de julio fue el día decisivo, ya que Rezzonico recibió 35 votos, lo que se consideró una elección canónica.

## Participantes
- Raniero d’Elci. Cardenal obispo de Ostia. Camarlengo de la Iglesia Católica. 88 años
- Giovanni Antonio Guadagni, O.C.D. Cardenal obispo de Porto y Santa Rufina. 83 años
- Francesco Scipione Maria Borghese. Cardenal obispo de Albano. 60 años
- Giuseppe Spinelli. Cardenal obispo de Palestrina. 64 años
- Carlo Maria Sacripante. Cardenal obispo de Frascati. 68 años
- Joaquín Fernández de Portocarrero Mendoza. Cardenal obispo de Sabino. 77 años
- Carlo della Torre Rezzonico. Obispo de Padua. 65 años. Electo papa
- Domenico Silvio Passionei. Bibliotecario de la Biblioteca del Vaticano. 74 años
- Camillo Paolucci (Merlini). 64 años
- Carlo Alberto Guidobono Cavalchini. Prefecto de la Congregación para lo obispos y regulares. 74 años. Vetado por el rey Luis XV.
- Giacomo Oddi. Obispo de Vierbo y Toscana. 78 años
- Federico Marcello Lante Montefeltro Della Rovere. 63 años
- Marcello Crescenzi. Arzobispo de Ferrara. 63 años
- Giorgio Doria. 49 años
- Giuseppe Pozzobonelli. Arzobispo de Milán. 61 años
- Girolamo de Bardi. 73 años
- Fortunato Tamburini, O.S.B. Prefecto de la Congregación de los Sagrados Ritos. 75 años
- Daniele Delfino. Arzobispo de Udino. 72 años
- Carlo Vittorio Amedeo delle Lanze. Arzobispo de Nicosia. 45 años
- Henry Benedict Mary Clement Stuart of York. Duque de York, pretendiente al trono irlandés.[5][6] 33 años. Electo camarlengo el 16 de mayo.
- Giuseppe Maria Feroni. 65 años
- Fabrizio Serbelloni. 62 años
- Giovanni Francesco Stoppani. 62 años
- Luca Melchiore Tempi. 72 años
- Carlo Francesco Durini. Obispo de Pavia. 65 años
- Cosimo Imperiali. 73 años
- Vincenzo Malvezzi Bonfioli. Arzobispo de Bolonia. 43 años
- Clemente Argenvillieres Prefecto de la Congregación del Concilio.[7] 70 años
- Antonio Andrea Galli, C.R.SS.S. 60 años
- Antonino Sersale. Arzobispo de Nápoles. 55 años
- Alberico Archinto. 59 años
- Giovanni Battista Rovero (Rotario da Pralormo). Arzobispo de Turín.[8] 73 años
- Paul d’Albert de Luynes. Arzobispo de Sans. 53 años
- Étienne-René Potier de Gesvres. Obispo de Beauvais. 61 años
- Franz Konrad Kasimir Ignaz von Rodt. Obispo de Konstanz. 52 años
- Alessandro Albani. 65 años
- Neri Maria Corsini. Secretario de la Congregación del Santo Oficio.[9] 72 años
- Agapito Mosca. 80 años
- Girolamo Colonna di Sciarra. 50 años
- Prospero Colonna di Sciarra. 53 años
- Domenico Orsini d’Aragona. 38 años
- Giovanni Francesco Albani. 38 años
- Flavio Chigi (Jr.). 46 años
- Giovanni Francesco Banchieri. 63 años
- Luigi Maria Torreggiani. 60 años